# 地震屬性
地震屬性（英語：seismic attribute）是指從地震數據中经过数学变换而導出的一個量，可以對其進行分析，從而對數據進行更好的地質或地球物理解釋。如反射波的時間、幅度、頻率和衰減等屬性。是從疊加后的地震數據提取，而振幅随偏移距的变化(AVO)，必須在疊加前進行提取。
早期應用的屬性是屬一維屬性例如振幅包络、瞬時相位、瞬時頻率和視極性。聲阻抗。
其他常用的屬性包括：相干性、方位角、傾角、瞬時幅度、響應幅度、響應相位、瞬時帶寬、AVO，頻譜分解，平均振幅，
平均能量， 均方根幅度，最大振幅，非彈性衰減因子， 曲率等。